# Ponte della Maddalena
Ponte della Maddalena (italijansko za 'Magdalenin most'), znan tudi kot Ponte del Diavolo (italijansko za 'Hudičev most'), je kamniti ločni most iz 14. stoletja čez reko Serchio v bližini vasi Borgo a Mozzano v italijanski pokrajina Lucca.

## Zgodovina
Po legendi je gradnjo začela Matilda Toskanska, grofica Toskane.
Prvi most na tej točki je bil zgrajen med letoma 1052 in 1115. V 13. stoletju so ga pod kondotjerom Castruccio Castracanijem (1281–1328) močno razširili, kar je imelo za posledico značilno obliko z velikim lokom. Ime mostu izhaja iz edikule s kipom Marije Magdalene, zgrajene okoli leta 1500, ki je danes ni več. Most je bil skozi stoletja prenavljan. Že leta 1670 je Republika Lucca sprejela zakon, ki je prepovedoval prevoz mlinskih kamnov čez most, da ga ne bi poškodovali.
Most je bil del ceste Via Francigena, ki so jo romarji iz Frankovskega cesarstva uporabljali na poti v Rim do groba apostolov Petra in Pavla.
Zaradi gradnje železniške proge Aulla Lunigiana - Lucca v začetku 20. stoletja je bilo treba na zahodni strani dodati še en lok, ki je omogočil prehod železnice.

## Legenda
Ime Ponte del Diavolo izhaja iz legende, ki jo pripovedujejo v različnih različicah. Najpogosteje citirana različica je tista, ki se nanaša na gradnjo mostu, ki je bila zaupana Julianu Hospitatorju. Vendar se je izkazalo, da je bilo delo že na začetku težko. Izvajalec je hitro ugotovil, da mostu ne bo mogel dokončati na dogovorjeni datum in bil je na robu obupa. Nekega večera, ko je sam sedel na bregu reke Serchio, se mu je prikazal hudič. Slednji mu je ponudil možnost dokončanja mostu v eni noči pod pogojem, da bo za nagrado prejel dušo prve osebe, ki je prečkala most. Pakt je bil sklenjen in neke noči je hudič s svojimi vilicami zgradil veliki obok. Gradbenik je obžaloval in priznal duhovniku svoj dogovor. Slednji mu je svetoval, naj se tega drži in iz previdnosti najprej pelje prašiča čez most. Naslednji dan je gradbenik zato ljudem zavrnil vstop in najprej odpeljal prašiča čez most. Legenda pravi, da je bil hudič tako jezen zaradi te prevare, da se je vrgel z mostu v Serchio in se ni več pojavil na tem območju.

## Gradnja
95 m dolg most se razteza čez reko z glavnim lokom 37,8 metra in tremi manjšimi oboki. Ti se raztezajo od vzhodnega brega Serchio do 8,35 m, 10 m in 14,5 m. Glavni lok je visok 18,5 m, manjši oboki imajo višine 4 m, 5 m in 7 m. Glavnemu loku sledi prehod za železniško progo. Most, ki je širok le 3,7 m, sledi višini lokov in daje mostu značilen videz zaradi zelo visokega glavnega loka.